# 龍恩里 (新北市)
龍恩里，是台灣新北市三峽區的一里。

## 歷史
隆恩埔，相傳在乾隆、嘉慶之際開闢，為官府賜予營兵之隆恩土地，故以此為名。
2009年時大龍埔地區(含北大特定區)人口已近2萬人，遂於2010年5月3日，由原龍埔里作行政區劃而分出，保留其首字「龍」，以顯其尊；又因隆恩街處於該里範圍內，故取其「恩」字命名之。

## 交通
國道三號於該里北側以東北－西南走向通過。

## 學校
- 台北大學